# Касимов Рахбар Рахматович
Рахбар Рахматович Касимов (4 березня 1930, місто Ходжент, тепер Худжанд, Таджикистан — 27 січня 1974, місто Куляб, тепер Таджикистан) — радянський таджицький державний діяч, 1-й секретар Кулябського обласного комітету КП Таджикистану. Депутат Верховної ради Таджицької РСР 6—8-го скликань.

## Життєпис
У 1948 році закінчив середню школу № 12 міста Ленінабада Таджицької РСР.
У 1948—1953 роках — студент агрономічного факультету Таджицького сільськогосподарського інституту.
З 1953 року — головний агроном Іспісарської машинно-тракторної станції (МТС) Ленінабадського району Ленінабадської області.
Член КПРС.
У 1957 році призначений радником Міністерства сільського господарства СРСР в Індії. У статусі повноважного представника СРСР Рахбар Касимов налагоджував в Індії агротехніку сівби бавовни та став автором організації технічних баз сільськогосподарської техніки МТС.
У 1958 році — начальник інспекції сільського господарства Ленінабадського району Ленінабадської області.
У 1958—1961 роках — голова виконавчого комітету Ленінабадської районної ради депутатів трудящих Ленінабадської області.
У 1961—1962 роках — заступник міністра сільського господарства Таджицької РСР.
У 1962—1963 роках — 1-й секретар Матчинського районного комітету КП Таджикистану.
У 1963—1972 роках — 1-й секретар Канібадамського міського комітету КП Таджикистану.
У серпні 1972 — грудні 1973 року — 1-й секретар Ходжентського районного комітету КП Таджикистану.
У січні 1974 року призначений головою організаційного бюро ЦК КП Таджикистану по Кулябській області.
До 27 січня 1974 року — 1-й секретар Кулябського обласного комітету КП Таджикистану.
Раптово помер 27 січня 1974 року в місті Кулябі. 
Одне з господарств Бободжон-Гафуровського району та вулиця у місті Худжанді названо на його честь.

## Нагороди та звання
- орден Леніна
- два ордени Трудового Червоного Прапора
- медаль «За трудову доблесть»
- Почесна грамота Президії Верховної ради Таджицької РСР
- Заслужений агроном Таджицької РСР